# Dolmen di San Silvestro

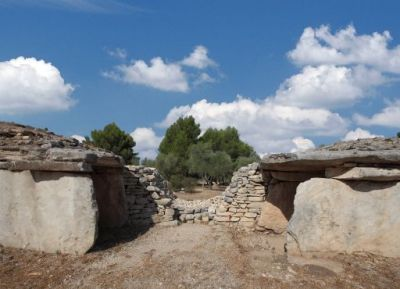
Dolmen di San Silvestro

Der eingezäunte Dolmen di San Silvestro liegt in der archäologischen Zone an der Straße SP 107 nach Terlizzi, etwa 6,0 km südlich von Giovinazzo zwischen Bari und Molfetta in Apulien in Italien. Der Dolmen wurde im Jahr 1961 beim Abbau eines Steinhaufens, den ein Bulldozer mittig zerteilt hatte, entdeckt. Er ist ein ansehnliches Beispiel für die Megalitharchitektur des 2. Jahrtausends v. Chr. in Süditalien. 
Ursprünglich hatte er die Form eines von Trockenmauern gefassten Rundhügels mit etwa 40,0 m Durchmesser und 10,0 m Höhe. Er kann wie andere Anlagen dieser Art in die Bronzezeit (1500–1200 v. Chr.) datiert werden. Wahrscheinlich wurde er von einer Gemeinschaft errichtet, die die niedrige Landzunge, auf der die Stadt Giovinazzo liegt, bewohnte. 
Im Inneren des Hügels liegt eine lange, Nord-Süd orientierte Galerie aus Platten und Mauerwerk, die mit großen Platten bedeckt ist. An ihrem Südende befindet sich eine große runde Kammer aus Trockenmauerwerk in Form einer Tholos. Auf der Nordseite ist die Kammer, etwa 50 cm hoch mit einer Füllung aus Steinen versehen. Hier wurden die Überreste von 13 Personen mit Grabbeigaben verschiedener Kulturen gefunden. Wahrscheinlich wurde der Dolmen im Laufe der Zeit kontinuierlich verwendet.
Im Gegensatz zu den ähnlichen Megalithanlagen in Bisceglie ist der Giovinazzodolmen 40 Jahre nach seiner Entdeckung und Restaurierung noch wenig bekannt.